# Falcons (Sudafrica)
I Falcons, meglio conosciuti come Valke in afrikaans, sono una squadra sudafricana di rugby a 15 che partecipa annualmente alla Currie Cup e al Rugby Challenge sudafricano. Fondati nel 1947, rappresentano l'East Rand (distretto di Ekurhuleni) e l'area conosciuta come Vaal Triangle, all'interno della provincia di Gauteng.
Dal 2009 disputano le gare interne al Barnard Stadium di Kempton Park; in passato giocarono al Bosman Stadium di Brakpan e al Pam Brink Stadium di Springs.

## Storia
La Falcons Rugby Union viene fondata nel 1947 come Eastern Transvaal Rugby Football Union. Dopo la Coppa del Mondo di rugby 1995, il rugby viene dichiarato disciplina sportiva professionistica in Sudafrica e la Eastern Transvaal RFU si fonde con la Vaal Triangle Rugby Union per formare i Gauteng Falcons Rugby Union nella provincia di Gauteng.
Denominati in origine Eastern Transvaal, tra i maggiori successi spiccano: la vittoria contro gli All Blacks per 6-5 nel 1949, la vittoria per 19-16 contro i British and Irish Lions nel 1962 e il raggiungimento della finale di Currie Cup nel 1972 persa per 25-19 contro il Transvaal, nonché la vittoria della Vodacom Cup nel 2006.

## Palmarès
- Vodacom Cup: 1
2006